# Placówka Straży Celnej „Kacwin I”

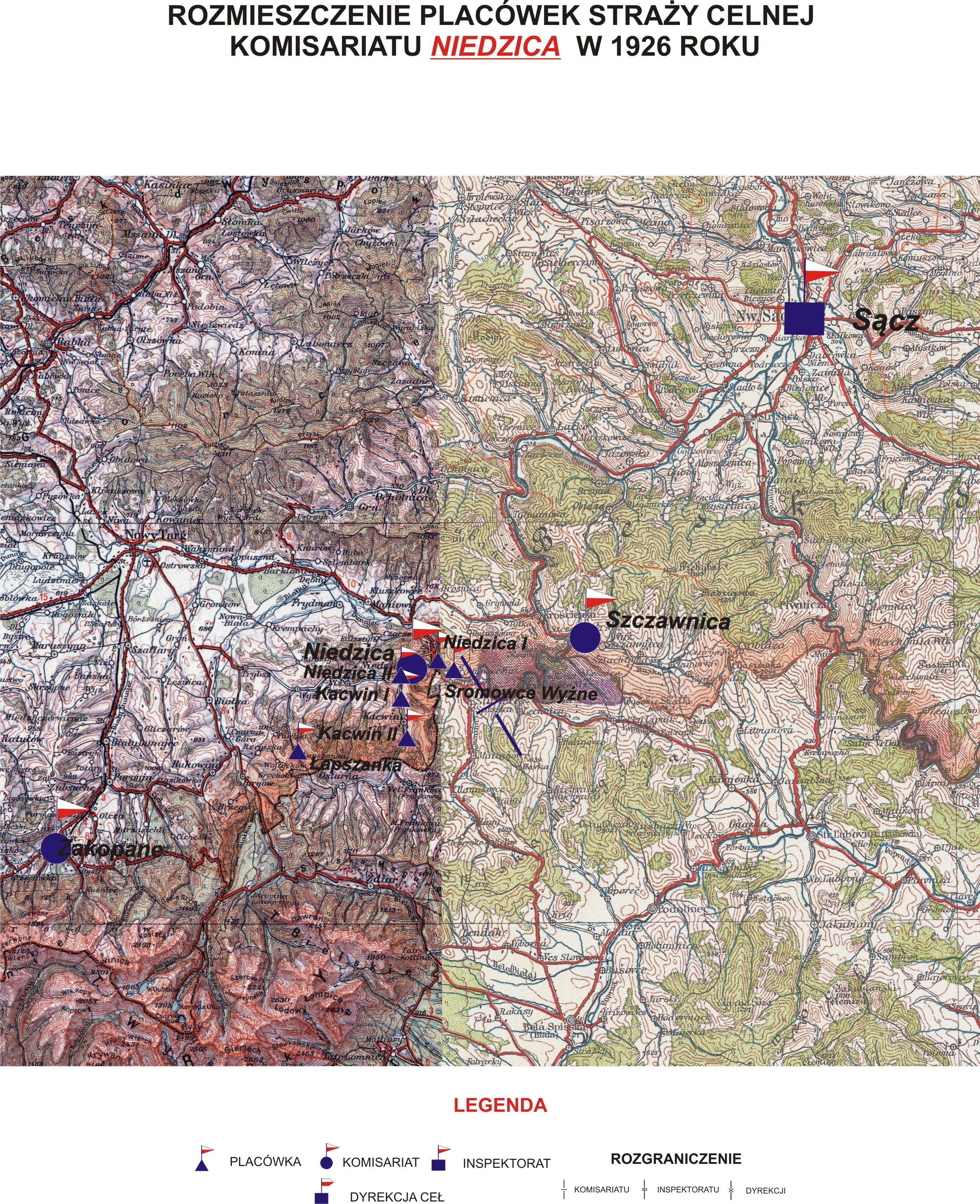
Rozmieszczenie placówek SC Komisariatu Niedzica w 1926 r.

Placówka Straży Celnej „Kacwin I” – jednostka organizacyjna Straży Celnej pełniąca w okresie międzywojennym służbę ochronną na granicy polsko-czechosłowackiej.

## Formowanie i zmiany organizacyjne
Na wniosek Ministerstwa Skarbu, uchwałą z 10 marca 1920 roku, powołano do życia Straż Celną. Jednostki Straży Celnej rozpoczęły przejmowanie odcinków granicy od pododdziałów Batalionów Celnych. W 1921 roku w Szczawnicy stacjonował sztab 2 kompanii 8 batalionu celnego. Kompania wystawiała między innymi placówkę w Kacwinie. Proces tworzenia Straży Celnej trwał do końca 1922 roku. Placówka Straży Celnej „Kacwin I” weszła w podporządkowanie komisariatu Straży Celnej „Niedzica” z Inspektoratu SC „Sącz”.
W drugiej połowie 1927 roku przystąpiono do gruntownej reorganizacji Straży Celnej. W praktyce skutkowało to rozwiązaniem tej formacji granicznej. Ochronę północnej, zachodniej i południowej granicy państwa przejęła powołana z dniem 2 kwietnia 1928 roku Straż Graniczna.
Rozkazem nr 5 z 16 maja 1928 roku w sprawie organizacji Małopolskiego Inspektoratu Okręgowego dowódca Straży Granicznej gen. bryg. Stefan Pasławski powołał komisariat Straży Granicznej „Krościenko”. Placówka Straży Granicznej I linii „Kacwin” znalazła się w jego strukturze.

## Funkcjonariusze placówki
Kierownicy placówki
| stopień    | imię i nazwisko, numer | okres pełnienia służby | kolejne stanowisko |
| ---------- | ---------------------- | ---------------------- | ------------------ |
| przodownik | Wendelin Hincman (244) | był w 1926             |                    |

Obsada personalna placówki w 1926:
- przodownik Wendelin Hincman (244)
- strażnik Józef Janus (1130)
- strażnik Antoni Ratajczak (1157)
- strażnik Józef Baran (2118)
- strażnik Antoni Legendziewicz (1425)
- strażnik August Koczur (1210)
- strażnik Jan Krawczyk (1111)
- strażnik Józef Filipiak (1143)
- strażnik Michał Moskwa (1816)
- strażnik Paweł Lemek (2271)